# Grafschaftsdenkmal
Koordinaten: 52° 5′ 46,7″ N, 8° 31′ 17,4″ O

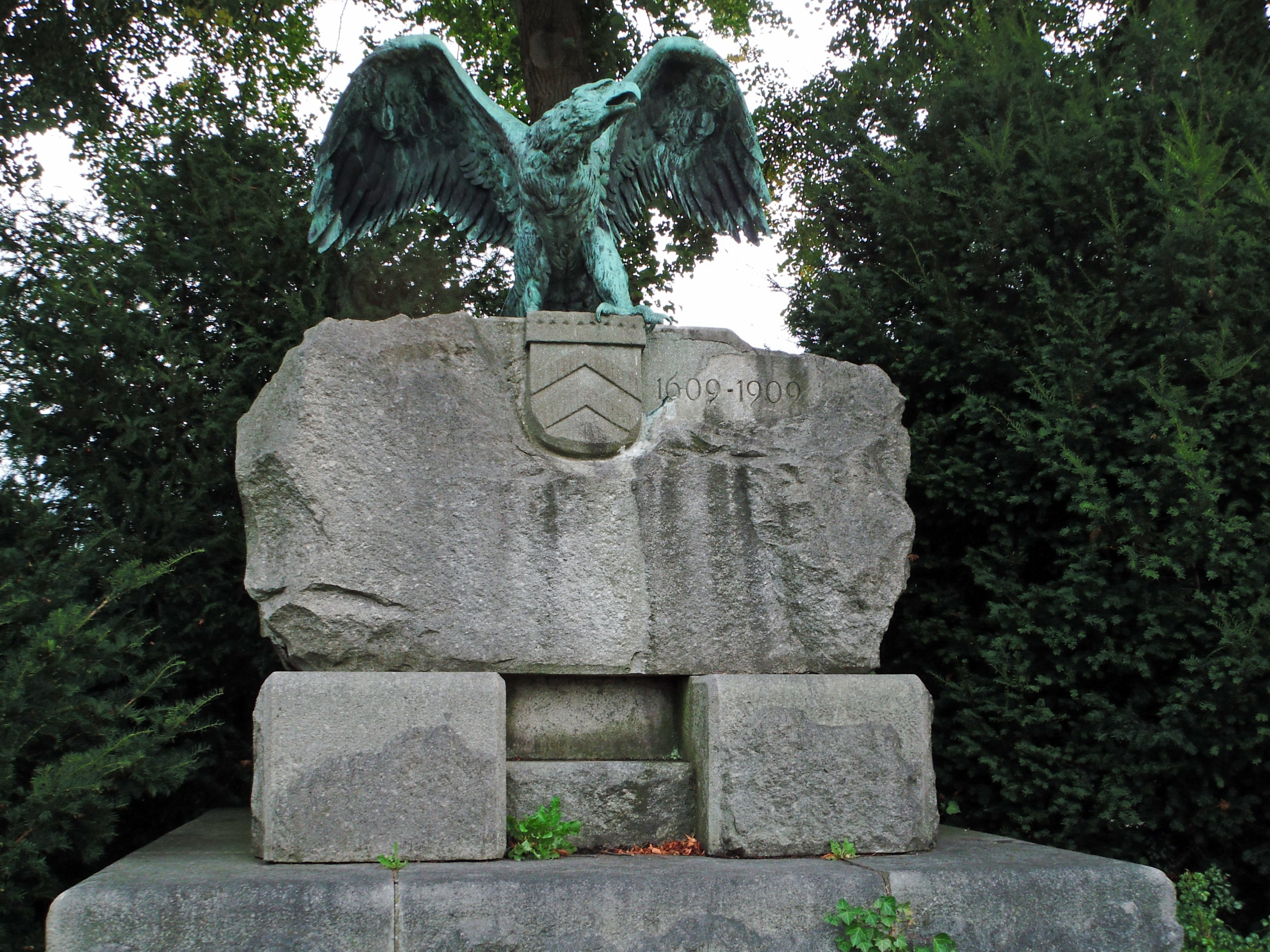
Das Grafschaftsdenkmal in Jöllenbeck

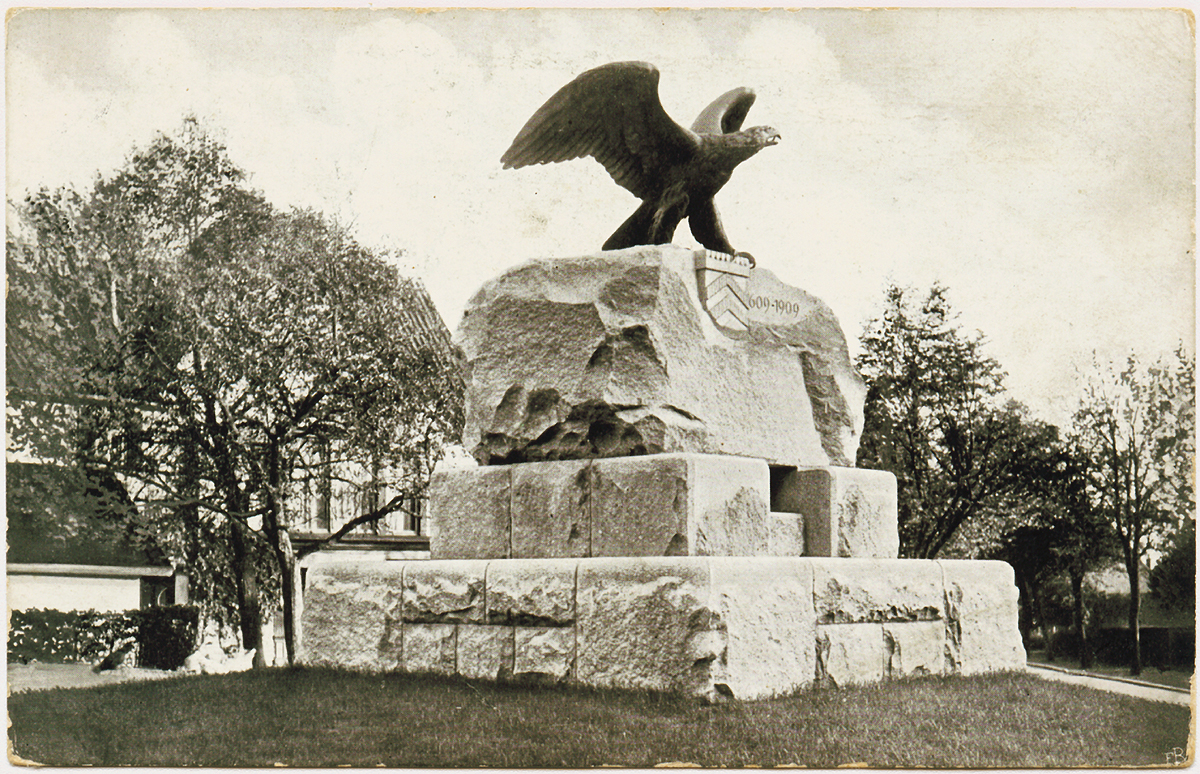
Das Grafschaftsdenkmal in Jöllenbeck (Ansichtskarte von 1909)

Das Grafschaftsdenkmal, im Volksmund Adlerdenkmal genannt, ist ein Denkmal im Bielefelder Stadtbezirk Jöllenbeck. Es wurde am Nachmittag des 16. Juli 1909 enthüllt und sollte an die 300-jährige Zugehörigkeit der Grafschaft Ravensberg zu Brandenburg-Preußen und zum Haus Hohenzollern erinnern. Am Vormittag gleichen Tages war bereits in Bielefeld das Leineweberdenkmal enthüllt worden. Noch heute gilt das Grafschaftsdenkmal als Wahrzeichen von Jöllenbeck.
Das Denkmal liegt zentral an einem Verkehrsknotenpunkt (Kreisverkehr) in Jöllenbeck. Die benachbarte Bushaltestelle heißt Adlerdenkmal, ein Nachbarhaus beherbergte früher die Adler-Apotheke.
In neuerer Zeit wird die Errichtung des Denkmals 1909 als Ausdruck des Zeitgeistes („Mit Gott für König und Vaterland“) und eines „aktiven Jöllenbecker Konservatismus“ gewertet.

## Geschichte

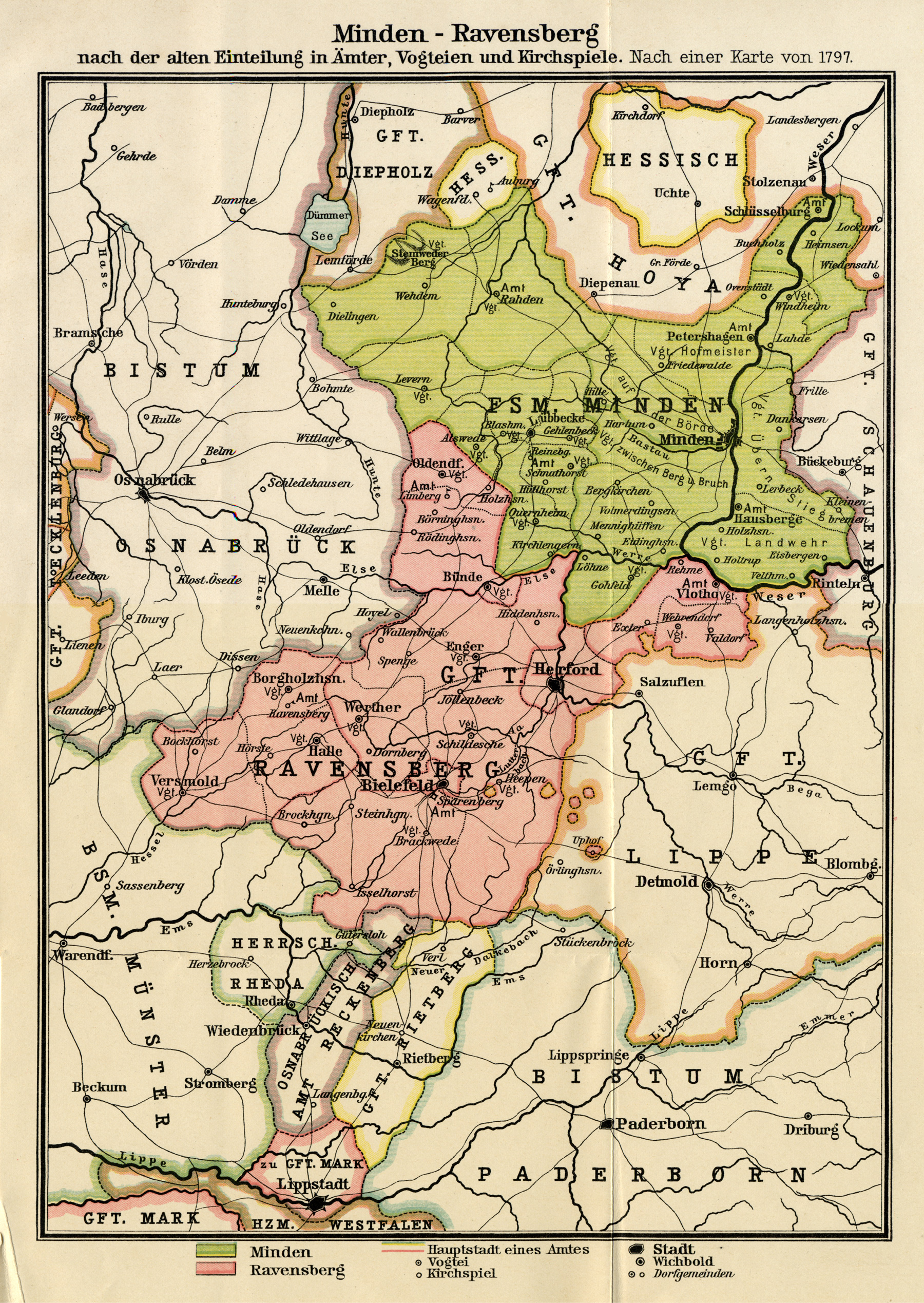
Karte von Minden-Ravensberg in den Verhältnissen von 1797

Der Jöllenbecker Landwirt Gustav Meyer zu Jöllenbeck, Gemeindevorsteher von Niederjöllenbeck, setzte sich ab 1897 dafür ein, den Tieplatz in Niederjöllenbeck – von dem überliefert wird, dass hier die Stände dem Landesherren gehuldigt und Versammlungen des Landtags stattgefunden haben – nicht zu verkaufen, sondern als einen historischen Ort des Gedenkens zu erhalten. Zu Fragen der würdigen Gestaltung des Tieplatzes stand er mit seinem Vetter, dem Bildhauer Heinrich Wefing, in Verbindung. Wefing wurde später mit der Gestaltung von Tiestein und Grafschaftsdenkmal beauftragt. Mit Unterstützung des Historischen Vereins für die Grafschaft Ravensberg initiierte Meyer zu Jöllenbeck im Juni 1908 eine Bürgerversammlung, auf der die Errichtung eines Denkmals zur Erinnerung an die 300-jährige Zugehörigkeit zu Brandenburg-Preußen beschlossen wurde. Bei einer Ortsbegehung mit dem Mindener Regierungspräsidenten Francis Kruse wurde Ende Juli 1908 festgelegt, wie der Tieplatz zu gestalten sei, und dass das eigentliche Denkmal im ehemaligen Kantorgarten, an dem sich die Kreisstraßen nach Herford, Schildesche und Spenge trafen, zu errichten sei.
Die Baukosten wurden auf 6.000 Mark veranschlagt. Ein Ortsausschuss übernahm die weiteren Planungen und warb am 5. Dezember 1908 mit einem Aufruf an die Bewohner der Grafschaft Ravensberg um Unterstützung und freiwillige Spenden. Regierungspräsident Kruse schrieb die Bürgermeister, Landräte und Amtmänner der Grafschaft an und forderte ebenfalls zur Beteiligung an den Kosten auf. Sogar ein ehemaliger Jöllenbecker, der in Deutsch-Südwestafrika eine Farm betrieb, spendete. Die Gemeinde Jöllenbeck kaufte von der Kirchengemeinde den Kantorgarten, der als Bauplatz eingeebnet wurde. Auf das eineinhalb Meter tiefe Fundament wurde ein 12,25 t schwerer Granitblock gesetzt, auf diesen der 375 kg schwere, in Bronze gegossene Adler. Der Apotheker Carl Upmann schrieb in seiner Festschrift zur Einweihung des Denkmals: „Fertig steht das Denkmal nunmehr da, einfach in seiner Ausführung und Form, wirksam durch seine wuchtige Masse.“
Bei der Vorbereitung der festlichen Einweihung wurde erheblicher Aufwand betrieben. Ganz Jöllenbeck wurde mit Girlanden und Flaggen geschmückt. In vielen Hecken steckten kleine Fähnchen, zahlreiche Schilder mit Wappen (Ravensberger Sparren, Westfälisches Pferd oder Preußischer Adler) wurden aufgestellt. Neben dem Festbuch des Apothekers Upmann erschien das historische Buch Minden-Ravensberg unter der Herrschaft der Hohenzollern, Festschrift zur Erinnerung an die dreihundertjährige Zugehörigkeit der Grafschaft Ravensberg zum brandenburg-preußischen Staate des Minden-Ravensbergischen Hauptvereins für Heimatschutz und Denkmalpflege. Die Bielefelder Kreisbahnen legten einen Sonderfahrplan auf, um die vielen Besucher nach dem Leineweber-Festakt von Bielefeld nach Jöllenbeck zu bringen.
Schätzungen der Zahl der Besucher des Festtages am 16. Juli 1909 liegen zwischen 15.000 und 20.000 Personen. Von der Zahl der Teilnehmer her war dies das größte gesellschaftliche Ereignis in der 800-jährigen Geschichte Jöllenbecks. Bei der Weihe des Denkmals hielt Landrat Franz von Ditfurth eine Rede, in der er die Entwicklung Ravensbergs in den zurückliegenden 300 Jahren beschrieb. Nach seiner Rede „durchbrausten mächtig die Hochrufe der Tausende die Lüfte“ und mit Begeisterung wurde ein Huldigungstelegramm an den Kaiser abgesandt. Darin hieß es u. a. „Zur Feier der 300jährigen Herrschaft des Hohenzollernstammes über die Grafschaft Ravensberg zu Jöllenbeck, dem alten Versammlungsorte der Ravensberger Stände festlich vereint, erneuern viele tausend patriotisch begeisterte Grafschaftsbewohner Eurer Kaiserlichen und Königlichen Majestät das Gelöbnis unverwandelbarer Liebe und Treue.“
Wegen des sehr schlechten Wetters mussten die weiteren Feierlichkeiten auf den 24. Juli 1909, an dem es aber ebenfalls Regengüsse gab, verschoben werden. Auf dem Hof Upmeier zu Belzen wurde ein Volksfest gefeiert, bei dem erstmals in Jöllenbeck ein Platz mit elektrischem Licht ausgeleuchtet wurde. Es gab historische Darstellungen, Darbietungen der Turnkunst durch Turnvereine und Schülergruppen, Gesangseinlagen der Gesangsvereine und geistliche Musik des Jöllenbecker Posaunenchors. Der Hof war auch Start- und Zielpunkt des historischen Festzugs, für den wochenlang geprobt worden war. Insgesamt 43 Gruppen stellten Szenen aus der Vergangenheit Ravensbergs, der Heimarbeit und der Gegenwart dar.

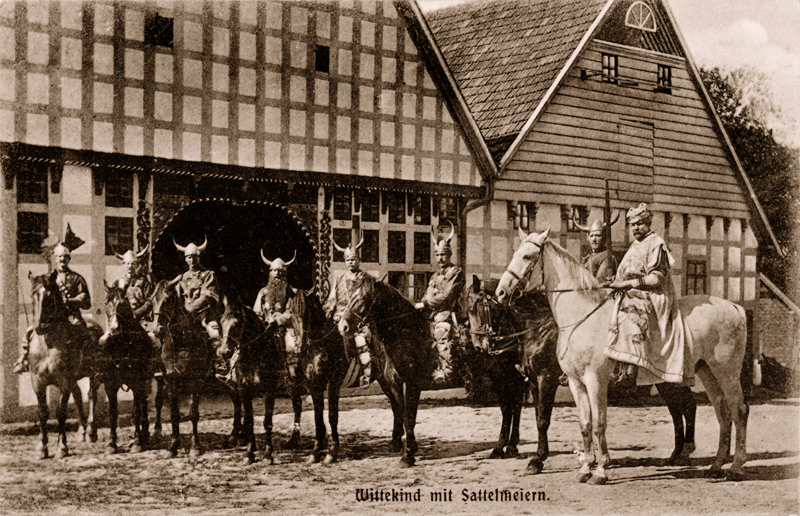
Historischer Umzug auf dem Uphof
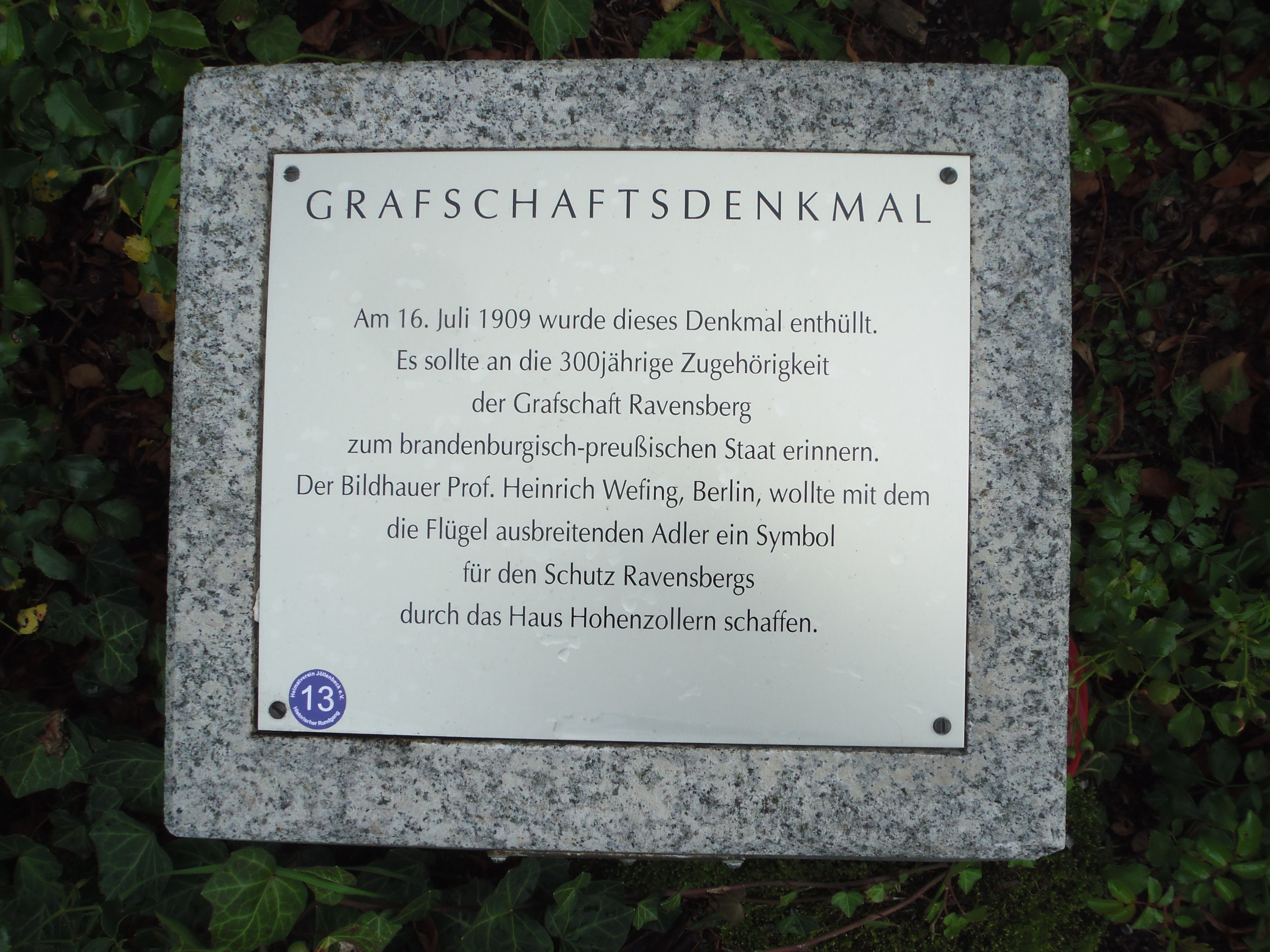
Tafel zur Erläuterung des Grafschaftsdenkmals
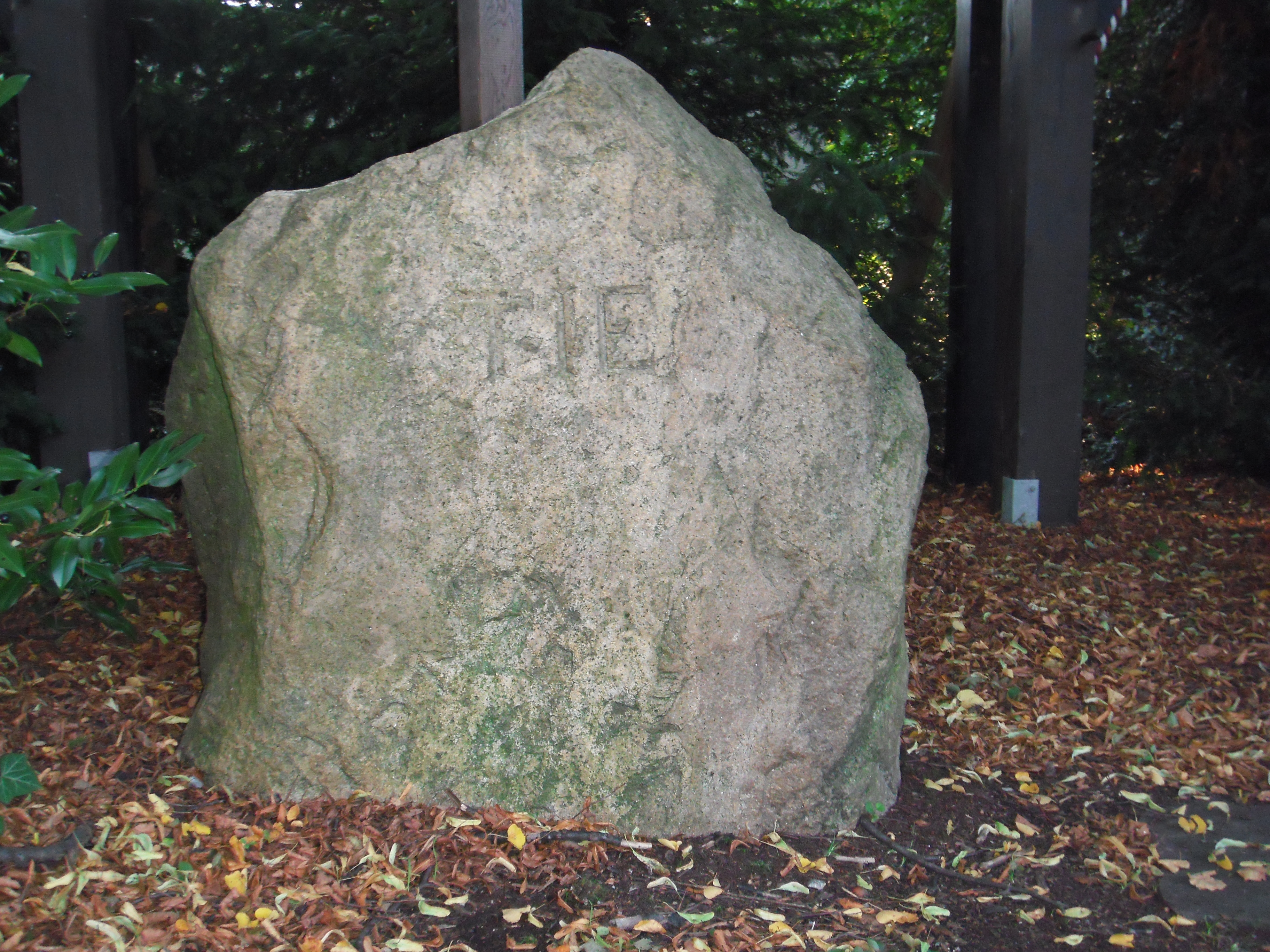
Der Tiestein in Jöllenbeck
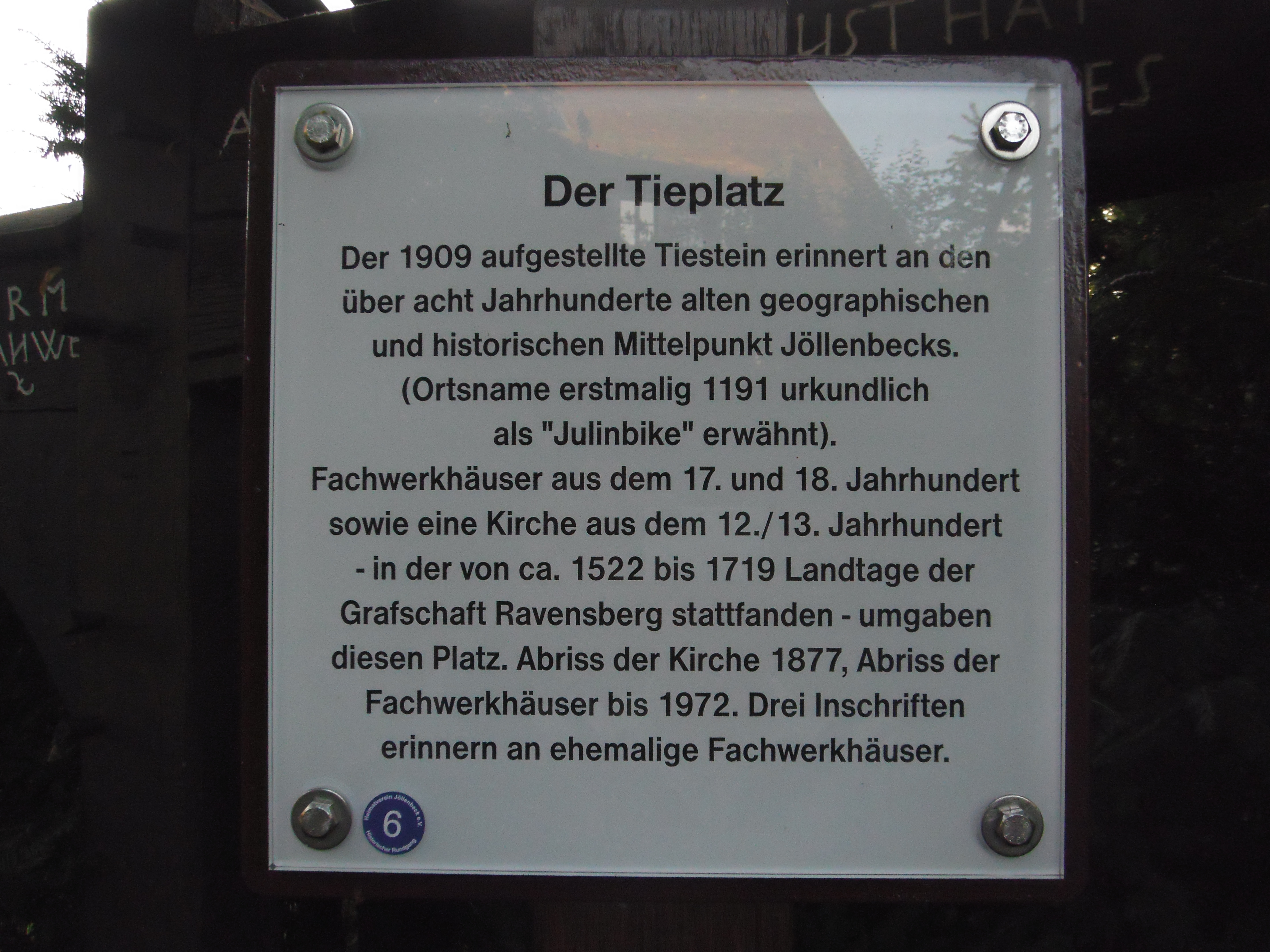
Tafel zur Erläuterung des Tiesteins